# Keokuk (hövding)

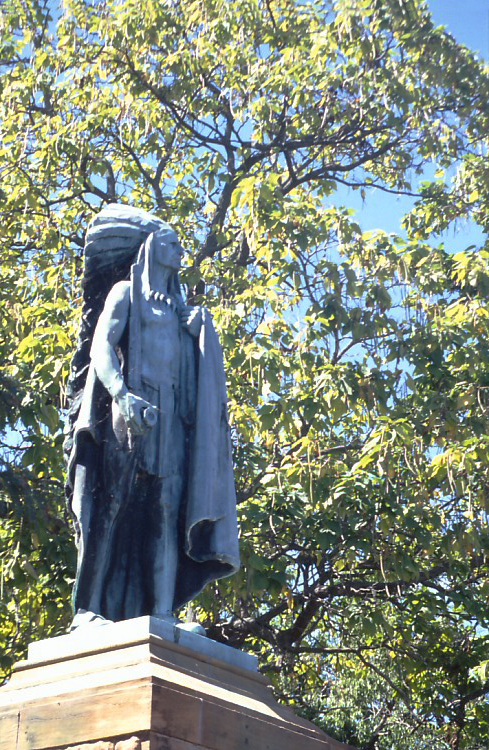
Keokukstatyn av Nellie Walker i Keokuk, Iowa.

Keokuk, även känd som Kiyo'kaga eller Keokuck, född omkring 1780, död 1848, var en nordamerikansk uramerikanhövding. Saukfolket utsåg honom till hövding och han var känd för sin skicklighet som diplomat.
Keokuk County och staden Keokuk i Lee County, båda i Iowa, är uppkallade efter Keokuk.